# Fredrik Liverstam
Fredrik Liverstam, né le 4 mars 1988 à Helsingborg en Suède, est un footballeur suédois qui évolue au poste de défenseur central au Högaborgs BK.

## Biographie

### Débuts professionnels
Natif de Helsingborg en Suède, Fredrik Liverstam est formé par l'Högaborgs BK, club avec lequel il débute en 2008. Il rejoint en 2009 l'Helsingborgs IF, qui lui permet de découvrir l'Allsvenskan, l'élite du football suédois. Il joue son premier match dans le championnat le 19 juillet 2009 face au Gefle IF, contre qui son équipe s'impose (0-2).
En janvier 2011, Liverstam rejoint le Landskrona BoIS. Avec cette équipe il découvre la Superettan, la deuxième division suédoise. Il inscrit son premier but face à l'Assyriska FF le 3 mai 2012, participant à la victoire de son équipe (3-2).

### Halmstads BK
En janvier 2013, Fredrik Liverstam rejoint l'Halmstads BK, club évoluant dans l'Allsvenskan. Il joue son premier match sous ses nouvelles couleurs le 3 mars de la même année, lors d'une rencontre de Svenska Cupen contre l'AIK Solna. Il est titulaire en défense centrale aux côtés de Richard Magyar, lors de cette rencontre remportée par deux buts à un par son équipe.
Devenant un joueur important de l'équipe, il en devient même le capitaine lors de la saison 2015. Toutefois, le club termine 16e cette année-là, et se voit relégué en deuxième division à l'issue de la saison.
Avec l'équipe d'Halmstads, il prend part à plus de 100 matchs en première division suédoise.

### Retour au Helsingborgs IF
Le 7 janvier 2018, Fredrik Liverstam effectue son retour à l'Helsingborgs IF, en s'engageant pour deux ans, plus une année en option.
Il n'est pas prolongé à l'issue de la saison 2019 alors que son contrat arrive à expiration en janvier 2020. Il quitte donc le club librement.

### Trelleborgs FF
Le 23 décembre 2019, Fredrik Liverstam s'engage en faveur du Trelleborgs FF pour deux saisons. Le contrat est affectif à partir du 1er janvier 2020. 
Il marque son premier but pour le Trelleborgs FF le 16 août 2020, lors d'une rencontre de championnat face au Norrby IF. Il est titulaire et participe à la victoire de son équipe par trois buts à un.
Liverstam porte le brassard de capitaine en 2021 mais son aventure au Trelleborgs FF s'arrête cette année-là, le joueur quitte libre le club à l'issue de son contrat en décembre 2021. 

### Eskilsminne IF
Le 22 mars 2022, Fredrik Liverstam rejoint l'Eskilsminne IF (en), club évoluant alors en quatrième division suédoise,.

### Retour à Högaborgs BK
Le 11 janvier 2025, Fredrik Liverstam fait son retour dans le club de ses débuts, le  Högaborgs BK.

## Palmarès

### En club
Helsingborgs IF
- Championnat de Suède D2 (1) :
  - Champion : 2010.